# Markus Söder
Markus Söder (5 de enero de 1967, Nuremberg, Alemania) es un político alemán perteneciente a la CSU. Fue elegido por su partido el 16 de marzo de 2018 como Ministro presidente de Baviera en sustitución de su correligionario conservador Horst Seehofer.
Ha sido Ministro Estatal bávaro de Finanzas, Desarrollo Rural y Asuntos Internos (Staatsminister der Finanzen, für Landesentwicklung und Heimat) desde 2011. En diciembre de 2017 Horst Seehofer anunció su dimisión como Ministro-Presidente de Baviera para comienzos de 2018. Söder fue escogido por su partido como su sucesor y candidato principal de la CSU para las elecciones estatales de Baviera de 2018. Tras estas elecciones, Söder continuó en el cargo.
En enero de 2019 asumió como líder de la CSU.

## Carrera política

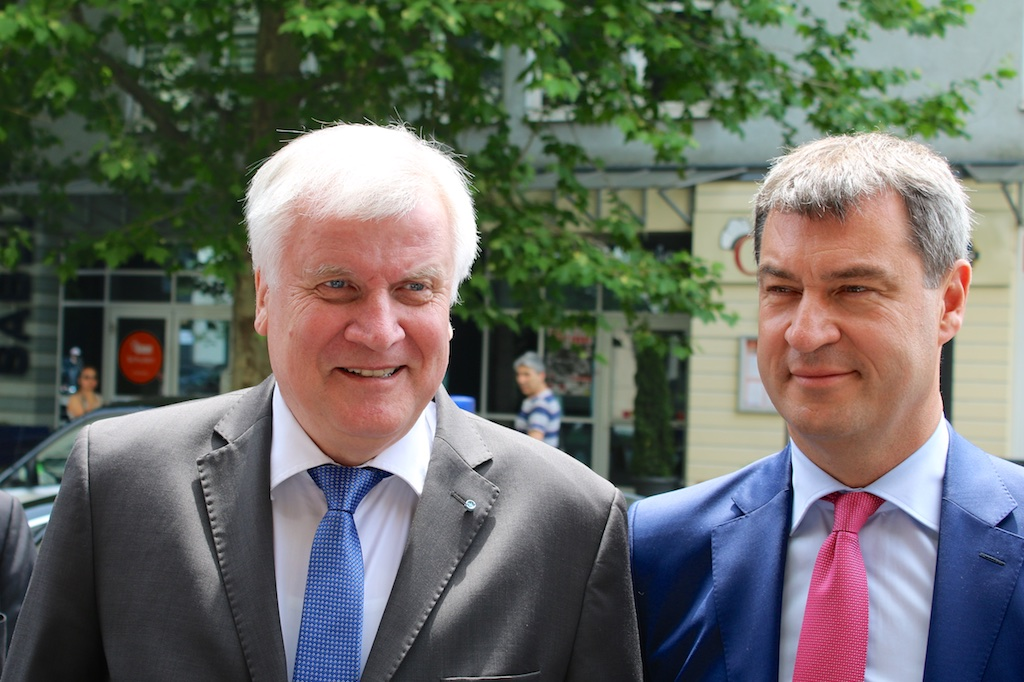
Markus Söder en 2015

### Carrera en política bávara
Söder ha sido miembro del Landtag, el parlamento estatal de Baviera, desde 1994. De 2003 a 2007 fue Searcretario General de su partido, la CSU; tiempo en el trabajo estrechamente con el entonces Ministro-Presidente y presidente de partido Edmund Stoiber.
Söder ha sido desde entonces miembro de los gabinetes de Beckstein, Seehofer I y II. De 2007 a 2008 fue Ministro Estatal para Asuntos Federales y Europeos en Baviera y de 2008 a 2011 Ministro Estatal para Medio Ambiente y Salud.
Durante el tiempo en su cargo como ministro de finanzas, Söder fue responsable de la supervisión del proceso de reestructuración del banco BayernLB, con problemas de solvencia y de capital público, en su puja con conseguir un paquete de ayuda de la Comisión Europea. En 2014, motivo la venta de BayernLB de su negocio húngaro MKB al gobierno de aquel país, finalizando una dolorosa etapa de 20 años con unas pérdidas de 2 mil millones de euros. En 2015, Söder y su colega austríaco Hans Jörg Schelling cerraron un acuerdo para poner fin a las disputas de ambos gobiernos sobre la deriva del banco regional carintio Hypo Alpe-Adria-Bank International. Bajo el memorándum del acuerdo, abonaría 1,23 mil millones de euros a Baviera. A su vez se desestimarían todos los procesos legales abiertos sobre el caso.
También en 2012, Söder y el Ministro-Presidente Horst Seehofer archivó un pleito en el Tribunal Constitucional Federal, en el que solicitaba a los jueces para respaldar su petición de revisión del sistema alemán de transferencias financieras de estados más ricos (como Baviera) a economías más débiles del país. Por iniciativa de Söder, Baviera fue el primer gobierno regional del país originario de Volkswagen en emprender acción judicial contra el fabricantes para los daños causaron por el escándalo de emisiones contaminantes de vehículos Volkswagen. Por aquel entonces, Söder argumentó que el fondo de pensiones del estado para los funcionarios había perdido 700 mil euros como consecuencia del escándalo.
Luego de que Horst Seehofer asumiera como Ministerio Federal del Interior en el Gobierno Merkel IV, Söder asumió como nuevo Ministro presidente de Baviera tras ser elegido por el Parlamento Regional Bávaro con 99 votos a favor de 169 emitidos. Como nuevo ministro-presidente, Söder debió enfrentar un duro revés para su partido en las elecciones estatales bávaras de 2018, en las cuales la CSU perdió la mayoría absoluta con el peor resultado de las elecciones bávaras desde 1950. No obstante, Söder consiguió mantenerse en el cargo tras formar un gobierno de coalición con los Freie Wähler.
En enero de 2019 fue elegido como nuevo presidente de la CSU en un congreso extraordinario del partido, con un 87,42 % de los votos a favor.
En 2023, Söder fue reelegido Ministro Presidente de Baviera tras las elecciones estatales de ese año, en las que su formación obtuvo un mejor resultado en cuanto al número de votos, aunque se estancó en el número de escaños en el parlamento estatal. Renovó el gobierno estatal con Freie Wähler y fue reelegido por el parlamento estatal el 31 de octubre, con 120 votos a favor, 76 en contra y dos abstenciones.

### Función en política nacional
Söder fue delegado de la CSU en la Convención Federal con el propósito de elegir el Presidente de Alemania en 1999, 2004, 2009, 2010, 2012 y 2017.
En las negociaciones para formar un gobierno de coalición de los demócrata-cristianos (CDU junto con la bávara CSU) y el Partido Democrático Libre (FDP) siguiendo las elecciones federales de 2009, Söder formó parte de la delegación de la CDU/CSU en el grupo de trabajo sobre encima política de salud, dirigido por Ursula von der Leyen y Philipp Rösler.
En las negociaciones para formar una Gran Coalición de los demócrata-cristianos y los socialdemócratas (SPD) tras las elecciones federales de 2013, Söder formó parte de la delegación de CDU/CSU en los grupos de trabajo de política financiera y presupuesto nacional, dirigido por Wolfgang Schäuble y Olaf Scholz, y sobre la regulación bancaria y la Eurozona, dirigido por Herbert Reul y Martin Schulz.
Como uno de los representantes del estado en el Bundesrat, Söder es actualmente un miembro del Comité de Finanzas.

## Otras actividades (selección)

### Juntas directivas
- KfW, Ex officio Miembro del Consejo de Supervisión (desde 2011)[17]
- Aeropuerto Internacional de Múnich-Franz Josef Strauss, Ex officio Presidente del Consejo de Supervisión
- Aeropuerto de Núremberg, Ex officio Miembro de la Junta Supervisora, Presidente del Consejo de Supervisión (desde 2017)[18]
- BayernLB, expresidente de oficio del Consejo de Supervisión (2011-2012)
- ZDF, exmiembro de oficio de la Junta Televisiva (2002-2008, 2013-2016)

### Organizaciones sin ánimo de lucro
- Fundación de Investigación Bávara, Exmiembro de officio del Consejo de Administración
- Deutsches Museum, Miembro del Consejo de Administración[19]
- Universidad de Erlangen-Núremberg (FAU), Miembro del Consejo de Administración
- Teatro Estatal de Nürnberg, Miembro del Consejo de Administración
- Ifo Instituto para Búsqueda Económica, Miembro del Consejo de Administración
- 1. F. C. Núremberg, Miembro del Consejo de Supervisión (2007-2011), Miembro del Consejo consultivo (desde 2011)
- Festival de cine Internacional de Múnich, Ex officio Miembro del Consejo de Administración (2011-2014)

## Posiciones políticas

### Integración europea
Durante la Crisis de la deuda soberana en Grecia, Söder fue una de las voces a favor de que Grecia saliera de la Eurozona. En 2012 manifestó en una entrevista: "Atenas debe ser un ejemplo de que la Eurozona también puede mostrar sus dientes".
A comienzos de 2018, Söder reiteró su oposición a la expansión de la eurozona para incluir a países como Bulgaria y Rumanía, la introducción de Eurobonos y la creación de un ministerio de finanzas europeo.

### Política doméstica
En 2012, bajo el liderazgo de Söder, Baviera prometió €500.000 de dinero público para el Instituto de Historia Contemporánea (IfZ) de Múnich para crear una versión crítica, con notas al pie de la obra de Adolf Hitler Mein Kampf para su publicación en 2015 cuándo expiraban los derechos de autor. Söder manifestó que el objetivo era "desmitificar" a Hilter. Sin embargo, en 2013 el gobierno estatal bávaro dejó de financiar el proyecto.
Durante la crisis migratoria en Europa de 2015, Söder fue en varias ocasiones muy crítico con las políticas migratorias de Angela Merkel. Advirtió que se produciría un "enorme vacío de seguridad" porque no era posible determinar el paradero de cientos de miles de refugiados y expresó también sus dudas sobre la integración de tantas personas. Söder opinó que los alemanes no querían una sociedad multicultural y los refugiados deberían regresar a sus países de origen en cuento fuera posible. El lema "Wir schaffen das" ("Podemos conseguirlo") de la canciller Merkel no "fue la señal correcta", Söder sugirió "Wir haben verstanden" ("Hemos entendido").

### Familia
Söder apoya el matrimonio entre personas del mismo sexo.

## Vida personal
Söder se casó en 1999 con Karin Baumüller y tienen tres hijos. Baumüller es una de los dueños del Grupo Baumüller, con sede en Núremberg, un fabricante líder de sistemas de automatización eléctricos.
Además, Söder tiene una hija como fruto de una relación anterior.